# Am Stillen Ocean
Am Stillen Ocean ist der Band 11 der Gesammelten Reiseerzählungen, Karl Mays der im April 1894 erschien. Es ist ein Sammelband, der fünf verschiedene Einzelerzählungen enthält, die zum großen Teil bereits zuvor an anderer Stelle veröffentlicht wurden. Lediglich die letzte Erzählung, An der Tigerbrücke, wurde von May unmittelbar für diesen Band geschrieben.
1910 erschien eine illustrierte Ausgabe mit Bildern von Willy Moralt.

## Inhalt
- Der Ehri[2]
- Der Kiang-lu[3]
- Der Brodnik[4]
- Der Girl-Robber[5]
- An der Tigerbrücke[6]

### Der Ehri
Der Ehri. Ein Abenteuer auf den Gesellschaftsinseln von Karl May ist eine Reiseerzählung Karl Mays.

#### Textgeschichte
Die Erzählung erschien von Dezember 1879 bis Januar 1880 in den Nummern 13 bis 16 des 6. Jahrgangs der katholischen Wochenschrift Deutschen Hausschatz in Wort und Bild.
Unter Benutzung dieser Vorlage wurde der Text 1894 als erste Erzählung in den Sammelband Am Stillen Ocean, Band 11 der gesammelten Reiseromane, integriert.
Auch in den Gesammelten Werken des Radebeuler Karl-May-Verlags ist die Reiseerzählung im elften Band, Am Stillen Ozean, enthalten.
In den Nachkriegsauflagen von Band 11 der Gesammelten Werke wurden die Einzeltitel der ersten drei Erzählungen, darunter auch Der Ehri, aufgelöst und unter der gemeinsamen neuen Überschrift Im Zeichen des Drachen zusammengefasst.
Unter diesem Titel erschien auch 1962 ein Sonderband in der Reihe der Karl May Taschenbücher.
1982 brachte die Karl-May-Gesellschaft den Reprintband Kleinere Hausschatz-Erzählungen heraus, der einen reprographischen Nachdruck der Erstausgabe beinhaltet.
Unter dem Titel Potomba und der Hai erschien 2007 eine bearbeitete Fassung der Geschichte im Sonderband zu den Gesammelten Werken An der Quelle des Löwen.
Die bearbeitete Fassung mit der Überschrift Die Rache des Ehri ist in dem Sonderband Ein Lesebuch von 2012 enthalten, von dem auch eine Lizenzausgabe bei Weltbild erschienen ist.

#### Inhalt
Der Ehri Potomba hat Pareyma, die Tochter des heidnischen Priesters Anoui aus Eimeo, einer Insel in der Südsee, christlich geheiratet. Anoui verlangt aber seine Tochter zurück, um sie einem Heiden zu geben.
Potomba muss fliehen und lockt die Verfolger auf die „Maatepockeninsel“. Dort trifft er auf den schiffbrüchigen Charley, den Ich-Erzähler, und dessen Gefährten, die mit der „Poseidon“ auf den Klippen aufgelaufen waren und die ihn nun unterstützen.
Als er nach Tahiti zurückkehrt, erfährt er, dass Pareyma seine Mutter getötet habe und zu ihrem Vater nach Eimeo zurückgekehrt sei. Durch einen zurückgelassenen Dolch wird aber der eigentliche Verbrecher, Anoui, entlarvt.
Der Erzähler kann Potomba von einer sofortigen Rache abbringen. Gemeinsam fahren sie nach Eimeo, wo Pareyma mit einem anderen Mann in heidnischem Ritual verheiratet werden soll. Potomba erhebt zwar Einspruch, kann die Hochzeit aber nicht verhindern und muss abermals fliehen.
Als die Hochzeitsflotte über das Meer fährt, lockt Potomba Haie an. Er holt Pareyma in sein Boot und bringt das Boot der anderen zum Kentern. Anoui wird von den Haien gefressen. Kapitän Frick Turnerstick bringt alle mit seiner Bark „The wind“ nach Upolu in Sicherheit.

#### Sonstiges
Der Ehri ist die zweite von drei Varianten dieses Motivs eines christlichen Fürsten („Ehri“) auf der Südseeinsel Tahiti. Er stellt nämlich eine wesentliche Erweiterung des Vorläufers Die Rache des Ehri dar, den May 1878 erstmals in der Zeitschrift Frohe Stunden unter dem Pseudonym Emma Pollmer veröffentlichte.
Besonders mit diesem Titel verband sich der von Ansgar Pöllmann gegen May erhobene Plagiatsvorwurf, seine Erzählung sei weitgehend mit der bereits 1868 veröffentlichten Novelle Das Mädchen von Eimeo von Friedrich Gerstäcker identisch.
May konterte diese Vorwürfe 1910 in seiner Autobiografie Mein Leben und Streben:
„Ich hatte nämlich in einigen meiner allerersten, ältesten Reiseerzählungen, bei deren Abfassung ich noch nicht die nötige Erfahrung besaß, die Ereignisse, die ich schilderte, vor einem geographischen Hintergrunde spielen lassen, den ich bekannten, Jedermann zugänglichen Werken entnahm. Das ist nicht nur erlaubt, sondern es geschieht sehr häufig. Sich Ortsbeschreibungen anzupassen, kann niemals Diebstahl sein. Literarischer Diebstahl, also Plagiat, liegt nur dann vor, wenn man sich wesentliche Bestandteile eines Gedankenwerkes aneignet und diese in der Art verwendet, daß sie dann wesentliche Bestandteile des Werkes des Plagiators bilden und dabei als seine eigenen Gedanken erscheinen. So Etwas habe ich aber nie getan und werde es auch nie tun. Geographische Werke können, besonders wenn sie geistiges Allgemeingut geworden sind, ganz unbedenklich benutzt werden, sofern es sich nicht um das Abschreiben ganzer Druckbogen oder Seitenfolgen handelt und das Werk des Nachschriftstellers trotz des Abschreibens eine selbständige geistige Arbeit bleibt. [...] Ich habe, ohne mir etwas dabei zu denken, einige meiner kleinen, asiatischen Erzählungen mit ganz nebensächlichen geographischen und ethnographischen Arabesken verziert, welche ich in Büchern fand, die längst der Allgemeinheit angehören. Das ist erlaubt. Das ist sogar mein gutes Recht.“
Und von Egon Erwin Kisch in einem Interview am 9. Mai 1910 in Radebeul auf die Plagiatsvorwürfe direkt angesprochen, antwortete May:
„Das bezieht sich auf die Geschichte 'Ehri', die vor vielen Jahren in einer Novellensammlung von mir veröffentlicht worden ist. Es handelte sich um eine Erzählung, zu der mir eine alte Geographie von Indien, in der sie erwähnt ist, Anlaß gab. Friedrich Gerstäcker, der selbst nie in Indien war, scheint nun die gleiche Geographie gelesen und in einer Novelle benützt zu haben. Daher die Übereinstimmung. Natürlich heißt alles gleich Plagiat!“
Eine weitere, dritte Neufassung der Erzählung erschien 1880 unter dem Titel Tui Fanua.

### Der Kiang-lu
Der Kiang-lu. Ein Abenteuer in China von Karl May ist eine von recht wenigen im Reich der Mitte spielenden Erzählungen Karl Mays.

#### Textgeschichte
Der Text wurde 1880 in der katholischen Wochenschrift Deutscher Hausschatz in Wort und Bild erstmals veröffentlicht.
Um 1888 erschien – laut Herbert Meier – möglicherweise in der Sonntagsbeilage zur Hamm-Soester Volkszeitung ein Nachdruck des Kiang-lu.
1894 erfolgte die Aufnahme des Abenteuers in die Anthologie Am Stillen Ocean, Band 11 der gesammelten Reiseromane.
Auch in den Gesammelten Werken des Radebeuler Karl-May-Verlags ist die Reiseerzählung im elften Band, Am Stillen Ozean, enthalten.
Im 8. Jahrgang der Zeitschrift Katholischer Familien-Freund wurde um 1915 in den Heften 17 bis 24 unter dem Titel Zopf und Schlitzauge. Eine Erzählung aus dem Reich der Mitte (bzw. im ersten Teil Zopf und Schlitzaugen. Eine Erzählung aus dem Reich der Mitte) die Erzählung abgedruckt.
Eine weitere Lizenzausgabe davon ist der erst 1948 veröffentlichte Feldpostdoppelband Der Kiang-lu des Verlags C. Bertelsmann, der außer der Titelgeschichte auch die Erzählung Der Girl-Robber enthält.
In den Nachkriegsauflagen von Band 11 der Gesammelten Werke wurden die Einzeltitel der ersten drei Erzählungen, darunter auch Der Kiang-lu, aufgelöst und unter der gemeinsamen neuen Überschrift Im Zeichen des Drachen zusammengefasst.
Unter diesem Titel erschien auch 1962 ein Sonderband in der Reihe der Karl May Taschenbücher.
1982 brachte die Karl-May-Gesellschaft den Reprintband Kleinere Hausschatz-Erzählungen heraus, der einen reprographischen Nachdruck der Erstausgabe enthält.
Unter dem Titel Gämsenjagd auf Stapleton Island erschien 2007 eine bearbeitete Fassung der Geschichte im Sonderband zu den Gesammelten Werken An der Quelle des Löwen.

#### Inhalt
1. Im „Kuang-ti-miao“
Der Ich-Erzähler Charley ist mit Frick Turnersticks Bark „The wind“ auf dem Weg nach China. Sie geraten in einen Taifun, den die Bark nur mühsam abwettern kann. Auf den Bonin-Inseln gelingt es, einem jungen, wohlhabenden Chinesen namens Kong-ni das Leben zu retten. Der junge Mann ist äußerst dankbar; er schenkt Charley einen Talisman und verschafft ihm mit einem Trick einen chinesischen Doktortitel. Der Talisman ist Erkennungszeichen einer Bande von Flusspiraten, in deren Gefangenschaft die beiden Reisenden bei einer Flussfahrt von Hongkong stromaufwärts geraten. Ihnen gelingt allerdings aus dem „Kuang-ti-miao“ (Tempel des Kriegsgottes), wo sie gefangen gehalten werden, mit Hilfe des Talismans die Flucht und auch die Rettung einer ebenfalls gefangenen Holländerin.
2. Im „Lung-keu-siang“
Trotz des sofortigen Einsatzes einiger britischer Matrosen können die Flusspiraten die Flucht ergreifen, ehe sie ausgehoben werden. Die beiden Freunde fahren nach Kanton weiter, wo sie in einer Kneipe Probleme mit Einheimischen bekommen. Der zuständige Tscha-juan (Richter) von Kanton stellt sich als Onkel Kong-nis heraus. Er lädt die beiden Freunde zu sich ein und verschafft ihnen Reitpferde für die Reise nach Li-ting, wo sie Gäste des Vaters von Kong-ni werden. Der allerdings steht mit dem obersten der Flusspiraten, dem Kiang-lu, in Verbindung. Der Ich-Erzähler gerät in eine Falle, wird mit Frick Turnerstick gefangen genommen und in die Höhle des „Lung-keu-siang“ (Pavillon der Drachenschlucht) gebracht. Sie befreien sich und bei dem Kampf stirbt der Kiang-lu. Nach einer Verfolgungsjagd gelangen sie auf Turnersticks Schiff und in Sicherheit. Sie haben vor nach Macao zu reisen und dort mit dem Meisje zu überlegen, ob sie Anzeige erstatten wollen.

### Der Brodnik
Der Brodnik. Reise-Erlebnisse in zwei Welttheilen von Karl May ist eine Erzählung Karl Mays.

#### Textgeschichte
Der Text erschien erstmals 1880 in der katholischen Wochenschrift Deutscher Hausschatz in Wort und Bild.
Unter dem Titel Vergeltung. Ein Reise-Abenteuer von Karl May erschien die Erzählung im November und Dezember 1882 in der Zeitschrift Deutsche Gewerbeschau.
Der Brodnik wurde von Karl May selbst in die 1894 erschienene Anthologie Am Stillen Ocean aufgenommen, Band 11 der gesammelten Reiseromane.
Auch in den Gesammelten Werken des Radebeuler Karl-May-Verlags ist die Reiseerzählung im elften Band, Am Stillen Ozean, enthalten.
In den Nachkriegsauflagen von Band 11 der Gesammelten Werke wurden die Einzeltitel der ersten drei Erzählungen, darunter auch Der Brodnik, aufgelöst und unter der gemeinsamen neuen Überschrift Im Zeichen des Drachen zusammengefasst.
1982 brachte die Karl-May-Gesellschaft den Reprintband Kleinere Hausschatz-Erzählungen heraus, der einen reprographischen Nachdruck der Erstausgabe beinhaltet.

#### Inhalt
1. Gefährliche Bekanntschaften.
2. Nach Sibirien.
3. Om, mani padme hum!

Bei vier verschiedenen Gelegenheiten trifft der Ich-Erzähler auf einen Gauner, den „Brodnik“.
Bei der ersten Begegnung soll der Ich-Erzähler im Ruhrgebiet von dem Brodnik und einer Spießgesellin bei dem Spiel „Kümmelblättchen“ ausgenommen werden. Er durchschaut die Absicht.
In Dresden, wo der Ich-Erzähler als Redakteur arbeitet, erwischt er den Brodnik, als dieser sich falsche Papiere anfertigen lässt. Das Vorhaben wird natürlich unterbunden.
In Moskau erfährt der Ich-Erzähler von einem geplanten Raub und kann diesen verhindern. Dabei trifft er auf die Gauner-Kollegin aus der ersten Teilerzählung.
In der vierten Abteilung trifft der Erzähler den Brodnik am Bokte-oola („Heiliger Berg“) in der Mongolei wieder, wo dieser einen lamaistischen Heiligen berauben will. Dabei kommt er allerdings ums Leben, womit der Ich-Erzähler jedoch nichts zu tun hat.

#### Sonstiges
Das zweite Kapitel der Erzählung enthält zentrale Motive der frühen Geschichte Nach Sibirien.

### Der Girl-Robber
Der Girl-Robber. Ein singhalesisches Abenteuer von Karl May ist eine frühe Reiseerzählung Karl Mays.

#### Textgeschichte
Der Text entstand im September und Oktober 1879 und wurde im Oktober und November 1879 im 6. Jahrgang der katholischen Wochenschrift Deutscher Hausschatz in Wort und Bild veröffentlicht.
Den Girl-Robber übernahm Karl May 1894 in die Anthologie Am Stillen Ocean, Band 11 der gesammelten Reiseromane.
Auch in den Gesammelten Werke des Radebeuler Karl-May-Verlags ist die Reiseerzählung im elften Band enthalten.
In der Zeitschrift St. Hubertus, Köthen, erschienen 1916 bis 1917 die unter der Überschrift Jagdabenteuer auf Ceylon zusammengefassten Reiseerzählungen Der Girl-Robber und An der Tigerbrücke als Lizenzausgabe.
1931 erschien im Leipziger Verlag Grethlein in der Reihe Abenteuer- und Erlebnisbücher als Lizenzausgabe der Karl-May-Band Quimbo, in dem die drei Texte Der Boer van het Roer, Der Girl-Robber und An der Tigerbrücke zu einer Erzählung zusammengefasst wurden, dessen Hauptperson der Kaffer Quimbo ist.
Eine weitere Lizenzausgabe bildet der erst 1948 veröffentlichte Feldpostdoppelband Der Kiang-lu des Verlags C. Bertelsmann, der außer der Titelgeschichte auch den Girl-Robber enthält.
In den Nachkriegsauflagen von Band 11 der Gesammelten Werke im Karl-May-Verlag, Am Stillen Ozean, wurden die Einzeltitel der letzten beiden Erzählungen, darunter auch Der Girl-Robber, aufgelöst und unter der gemeinsamen neuen Überschrift Die Piraten des indischen Meeres zusammengefasst.
1982 brachte die Karl-May-Gesellschaft den Reprintband Kleinere Hausschatz-Erzählungen heraus, der einen reprographischen Nachdruck der Erstausgabe enthält.
Unter dem Titel Elefantenjagd auf Ceylon erschien 2007 eine bearbeitete Fassung der Geschichte im Sonderband zu den Gesammelten Werken An der Quelle des Löwen.

#### Inhalt
1. Eine Menschenjagd

Der Ich-Erzähler beobachtet gemeinsam mit Sir John Raffley im Hafen von Point de Galle, wie dessen Diener Kaladi ertränkt werden soll, weil er einen Mädchenräuber (wie sich dann herausstellt) erstochen hat, da dieser seine Verlobte Molama entführen wollte. Sie verhelfen Kaladi zur Flucht und erwirken sogar seine Begnadigung beim Mudellier. Eine verdächtige chinesisch bemannte Dschunke namens „Haiang-dze“ wird vom Erzähler ins Auge genommen, da der Räuber ein Besatzungsmitglied war.
2. Eine Elefantenjagd

Die Dschunke verlässt den Hafen trotz widriger Windbedingungen, was das Misstrauen des Erzählers wachsen lässt. Der Mudellier lädt Sir John und den Erzähler zu einer Elefantenjagd ein, die beiden reisen mit der Kutsche des Mudelliers nach Colombo, die Dampfyacht Sir Johns fährt ihnen nach. In Colombo berichtet der Steuermann Tom von einer Begegnung mit der Dschunke. Sie vermuten in ihm den langgesuchten „Girl-Robber“. Die Elefantenjagd findet bei Kornegalle statt und dort wird Molama zusammen mit Sir Johns heißgeliebter „Chair-and-umbrella-pipe“ geraubt. Die Freunde vermuten sofort eine Untat der Dschunkenbesatzung und beschließen, ihr zu folgen.
3. Eine Piratenjagd

Sir Johns Yacht nimmt die Verfolgung der Dschunke auf und der Erzähler errechnet ihre ungefähre Position. Bei einem Überfall auf ein Dorf, wo Mädchen geraubt werden, kann die Besatzung der „Haiang-dze“ dank der Tapferkeit des Erzählers und Kaladis überrumpelt werden. Der Mudellier lässt sie der verdienten Strafe zuführen (die allerdings nicht explizit erwähnt wird).
Die Geschichte wird in An der Tigerbrücke weitererzählt.

### An der Tigerbrücke
Die Reiseerzählung An der Tigerbrücke wurde erst 1894 geschrieben, obwohl sie inhaltlich unmittelbar an den 1879 geschriebenen Girl-Robber anschließt. Karl May musste, um aus vier vorhandenen geeigneten Geschichten den Band Am Stillen Ocean zusammenstellen zu können, einen fünften Text anhängen, um auf den erforderlichen Bandumfang zu kommen.

#### Inhalt
Nach der Befreiung der entführten Frauen und Mädchen (siehe Der Girl-Robber) suchen der Ich-Erzähler Charley und Sir John Raffley nach den Hintermännern, die die Piratendschunke auf Mädchenfang an die ceylonesische Küste geschickt haben. Durch einen Hinweis von Charleys ehemaligem Diener, dem Basuto Quimbo, den sie von der Dschunke „Haiang-dze“ befreit haben, finden sie auf einer Halbinsel von Sumatra, die „An der Tigerbrücke“ genannt wird, den Chinesen Ling-tao, der dort einen reichen Holländer gefangen hält. Dank der Yacht des Engländers und des Scharfsinns von Charley gelingt es den beiden, den Holländer zu befreien und die beiden Hauptschurken Ta-ki und Ling-tao gefangen zu nehmen und der gerechten Bestrafung durch die Justiz zuzuführen.
Sir John verliert seine geliebte „Chair-and-umbrella-pipe“ wegen einer Wette an den Erzähler; nur in der Bearbeitung des KMV nutzt dieser die Gelegenheit, sie ihm mit der Bitte zurückzugeben, seine Wettsucht einzudämmen.

#### Buchausgaben
In den Nachkriegsauflagen von Band 11 der Gesammelten Werke Am Stillen Ozean wurden die Einzeltitel der letzten beiden Erzählungen, darunter auch An der Tigerbrücke, aufgelöst und unter der gemeinsamen neuen Überschrift Im Zeichen des Drachen zusammengefasst.

#### Sonstiges
Für die Erzählung erhielt May 100 Mark Honorar.
Inhaltlich griff May auf seine frühere Erzählung Ein Abenteuer auf Ceylon zurück.